# Elizabeta Frankopanska
Elizabeta Frankopanska, celjska grofica, * 1373, † 1422 ali 1423, Krapina.

## Mladost in poroka s Friderikom II. Celjskim
Elizabeta je bila hči kneza Stjepana Modruškega in Katarine Carrarske. S povečano dejavnostjo Celjskih na področju Slavonije je vez Modruških iz Hrvaške s Celjskimi postajala vse pomembnejša, saj je že v zaroki med Elizabeto in Friderikom II. Celjskim Stjepan Modruški za doto določil tudi Steničnjak z okolico. Ker je Stjepan Modruški umrl leta 1390, so se priprave na poroko zavlekle, saj je Elizabetin stric Ivan Frankopan oporekal zaroki, sklenjeni brez njegove vednosti. Katarina Carrarska je nazadnje dosegla, da je popustil in privolil v doto, ki je med drugim vključevala balo 20.000 goldinarjev, Steničnjak, polovico Senja, polovico Krka, Trsat, Bribir, Bakar – leta 1405 ali 1406 je sledila tudi poroka, ki je bila verjetno nekje na Kranjskem.

## Razpad zakona in smrt
Elizabeta je Frideriku rodila dva otroka: Ulrika II. in Friderika III., pri čemer je slednji umrl že kot otrok, prvi pa je postal celjski knez. Odnos med zakoncema se je po rojstvu otrok pričel krhati, tako da sta zadnjih osem let pred Elizabetino smrtjo (to je od leta 1415 dalje) bivala ločeno. Leta 1415 se je Friderik II. v navezi s kraljem Sigismundom polastil ženinega gradu Steničnjaka. Z Elizabetino doto, ki je vključevala tudi ozemlje okrog Steničnjaka (danes na osrednjem Hrvaškem), se je Frankopanom namreč zapiral dostop v Slavonijo! Zaradi razrahljane zakonske zveze je med Friderikom in Elizabeto posredoval Friderikov oče Herman II. in tako je leta 1422 ali 1423 v Krapini prišlo do njunega srečanja, toda v noči, ki sta jo zakonca prebila skupaj, je prišlo do nepojasnjene grofičine smrti. Zlasti po Slavoniji in na Hrvaškem so se razširile govorice, da je Elizabeto umoril kar sam Friderik, zaradi tega, da bi za ženo lahko vzel Veroniko Deseniško. Ob upoštevanju pristranskosti piscev in dogodkov v povezavi s Friderikom II. pa je najbolj verjetno, da Friderik nikakor ni bil Elizabetin morilec.